# Bányászati Aknamélyítő Vállalat Mecseki Körzet Zalka Máté Szocialista Brigádja
A Bányászati Aknamélyítő Vállalat Mecseki Körzet Zalka Máté Szocialista Brigádja (röviden Zalka Máté szocialista brigád) 67 vájárból álló munkaközösség. A bányamunkások a Bányászati Aknamélyítő Vállalat mecseki körzetében aknamélyítést végeztek. 1983-ban a megelőző „két évtizedben folyamatosan kimagasló eredményeket elért” brigádtagok – öten – megkapták a Magyar Népköztársaság Állami Díját, az indoklás szerint „az ezer méternél mélyebb aknák építésében elért kiemelkedő eredményeikért, új technológiák és megoldások üzemszerű alkalmazásának megvalósításáért, a munkamódszerek állandó tökéletesítéséért”.

## A brigád tagjai
1983-ban a Zalka Mátéról elnevezett brigád tagja volt:
- Bősz Mátyás (1940) vájár (Bányász Szolgálati Érdemérem bronz fokozat, 1970, ezüst fokozat, 1979, arany fokozat, 1982; Kiváló Dolgozó, 1972, 1978)
- Dörmer [Dörner][4] Konrád (1934) vájár, brigádvezető (Bányász Szolgálati Érdemérem bronz fokozat, 1969, ezüst fokozat 1979; Kiváló Munkáért, 1978; Kiváló Bányász, 1981; Munka Érdemrend arany fokozat, 1982)
- György Ferenc (1943) vájár (Bányász Szolgálati Érdemérem bronz fokozat, 1973, ezüst fokozat, 1983; Kiváló Munkáért, 1983)
- Horváth István (1931) vájár (Kiváló Bányász, 1963, 1969; Munka Érdemrend arany fokozat, 1972)
- Schiffler János (1932) vájár (Kiváló Dolgozó, 1955, 1956, 1966, 1970, 1977; Bányász Szolgálati Érdemérem bronz fokozat, 1969, ezüst fokozat, 1977, 1983)
- valamint további 62 vájár

## A brigád története
A brigád 1981 májusában országos rekordot ért el az aknamélyítésben, amikor fejenként átlagosan 20,8 m³ meddőkőzet kitermelésével 208,8 métert mélyítettek. A Népszava 1983. április 6-i cikke szerint ez világrekord teljesítmény volt.
A 67 vájár közül 14-en csapatvezető képesítést szereztek, egy vájár műszaki egyetemet, 23 dolgozó pedig technikumot végzett. A brigád 1963 és 1983 között 31 díjat, a brigádtagok 161 különböző kitüntetést kaptak. A Pécsi Városi Tanács három alkalommal arany, egy alkalommal ezüst diplomával, kétszer aranyplakettel jutalmazta a brigádot.

## Az Állami Díj kritikája
Dörner Konrád szerint az Állami Díj indoklásában hivatkozott kimagasló teljesítmények „a modern, új technológiáknak, a szervezettségnek és az ehhez kapcsolódó anyagi érdekeltségnek” köszönhetőek.
Dörner kiemelte az 1983-as díjátadó után készített riportban, hogy két évtizeddel korábban a meddőt még kézilapátolással termelték ki, amit 0,8–1 köbméteres bödönökkel szállították a felszínre, az aknafalazást pedig hagyományos módszerekkel végezték. Ekkor egy új technológiának köszönhetően a lapátolást felváltotta egy szovjet kőzetfelrakó gép, a kisméretű szállítóedényeket két 3 köbméteres bödönre cserélték. A falazást segítette a közvetlenül az akna mellé telepített mini betongyár, ahonnan a betont csővezetéken keresztül juttatták a mélybe. A munka szervezettségét jellemzi, hogy Szovjetunióból vájárok, lakatosok és mérnökök érkeztek, akik felkészítették a brigádot a gépek kezelésére, a folyamatos munka szervezésére.